# 7-Aminoactinomycine D
La 7-aminoactinomycine D (7-AAD) est un composé chimique fluorescent dérivé de l'actinomycine D, avec laquelle elle partage une forte affinité pour l'ADN. La 7-AAD est utilisée comme marqueur fluorescent pour la microscopie à fluorescence et la cytométrie en flux (CMF). Elle s'intercale dans les ADN bicaténaires avec une forte affinité pour les régions riches en paires de bases G–C, ce qui en fait un outil intéressant dans les cadres des études de banding sur les chromosomes.
Avec un pic d'absorption à 546 nm, la 7-AAD est excitée efficacement par un laser hélium-néon à 543 nm ; elle peut également être excitée, un peu moins efficacement, à l'aide des raies à 488 nm et 514 nm d'un laser à argon. Ses émissions ont un très fort déplacement de Stokes avec un maximum dans le rouge profond, à 647 nm. La 7-AAD est par conséquent compatible avec la plupart des fluorophores bleus et verts — voire rouges — dans des applications multicolores.
La 7-AAD ne franchit pas aisément la membrane plasmique intacte, de sorte que la membrane des cellules à colorer doit être perméabilisée ou rompue. Cette méthode peut être utilisée avec la fixation des échantillons au formaldéhyde.
La 7-AAD permet par conséquent de repérer les cellules ayant une membrane plasmique endommagée, car le matériel génétique des cellules dont la membrane est intacte ne sera pas coloré par la 7-AAD, qui ne pourra pas pénétrer dans la cellule.